# گابریلا ساباتینی
 گابریلا ساباتینی (انگلیسی: Gabriela Sabatini؛ زاده ۱۶ مهٔ ۱۹۷۰) یک تنیس‌باز اهل آرژانتین است.